# サンドラ (モデル)
サンドラ・オーロウ（Sandra Orlow,Сандра Орлоу1991年11月14日 - ）はロシア出身のモデル、元チャイルドモデルで、20歳台半ばで結婚し、出産を機会に引退した。

## 概要
2002年頃から盛んに活躍した、ヌード・モデル(2006年当時)。インターネット上の合法チャイルドモデル・サイトのスターの中でも、広いおでこの独特の容貌、プロ根性とユーモアのあふれる豊かな表情と、ぎりぎり露出の大人並みのエロチズムで、Ginaと並ぶ人気をさらう。ファンサイトができたり、サンドラのヌードと称する画像やコラージュも出回った。基本的にノーヌードモデルだが、本物のヌード画像も存在する。モデル活動以前の5〜6歳の頃からの写真も出回っており、かなり早期から継続的に撮影していたらしい。当時のサンドラのサイトは2万を超える画像があり、世界中の参加者が集まるニュースグループも存在した。子供にしてはエロチックすぎるサンドラと、彼女のガーターベルトを横から直す母親らしき若い女性とのツーショット画像など、怪しい雰囲気と想像を掻き立てるものも多くあり論議を呼んだ。2005年5月にサンドラのウェブサイトを米国Lockportで運営していたチャイルドモデル・クラブ「Willey Studios」のスタッフが児童ポルノ法違反（所持）で逮捕され全米のニュースで取り上げられた。摘発物件がサンドラ写真と関係あるかどうかは不明だが、サイト自体が市民の告発によって7ヶ月間警察に内偵されていたうえ、Willey StudiosサイトのトップがNBCニュースによって違法児童ポルノサイトとして放映された。同時に内部の横領事件のごたごたもあってサイトは閉鎖。運営者Willey自身が刑事告発されたりサンドラが保護の対象となったわけでないが、以来行方不明になった。なお、同じ運営サイトの下で活躍したロシア・モデルにエラ、アリス、バージニアなどがいて、サンドラの友人だったといわれる。2005年9月に復帰し、現在も多くの画像を世界に配信している。